# Giro d'Italia 1959
Il Giro d'Italia 1959, quarantaduesima edizione della "Corsa Rosa", si svolse in ventidue tappe dal 16 maggio al 7 giugno 1959 per un percorso totale di 3 657 km. Fu vinto dal lussemburghese Charly Gaul in 101h50'26" alla media di 35,909 km/h, davanti al francese
Jacques Anquetil e all'italiano Diego Ronchini.
Gaul sconfisse seccamente l'astro nascente Anquetil, e dopo aver perduto la maglia rosa nella tappa di Bolzano la riconquistò nella penultima tappa, andando in fuga sul Piccolo San Bernardo e staccando il francese di 10 minuti.

## Tappe

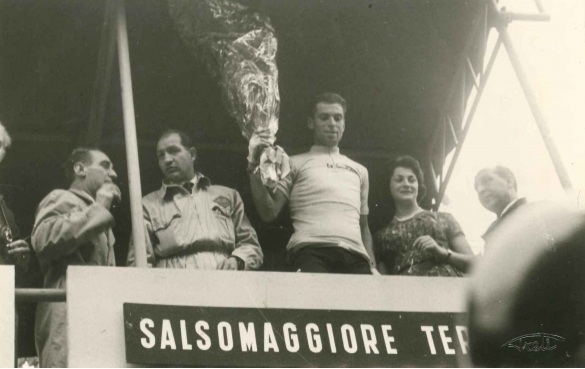
Gino Bartali accanto a Rik Van Looy, vincitore di tappa e prima Maglia Rosa del 42º Giro

| Tappa  | Data      | Percorso                                               | km    | Vincitore di tappa | Leader cl. generale |
| ------ | --------- | ------------------------------------------------------ | ----- | ------------------ | ------------------- |
| 1ª     | 16 maggio | Milano > Salsomaggiore Terme                           | 135   | Rik Van Looy       | Rik Van Looy        |
| 2ª     | 17 maggio | Salsomaggiore Terme > Salsomaggiore Terme (cron. ind.) | 22    | Jacques Anquetil   | Jacques Anquetil    |
| 3ª     | 18 maggio | Salsomaggiore Terme > Abetone                          | 180   | Charly Gaul        | Charly Gaul         |
| 4ª     | 19 maggio | Abetone > Arezzo                                       | 178   | Armando Pellegrini | Charly Gaul         |
| 5ª     | 20 maggio | Arezzo > Roma                                          | 243   | Rik Van Looy       | Charly Gaul         |
| 6ª     | 21 maggio | Roma > Napoli                                          | 213   | Miguel Poblet      | Charly Gaul         |
| 7ª     | 22 maggio | Ercolano > Monte Vesuvio (cron. individuale)           | 8     | Charly Gaul        | Charly Gaul         |
| 8ª     | 23 maggio | Isola d'Ischia > Isola d'Ischia (cron. individuale)    | 31    | Antonino Catalano  | Charly Gaul         |
| 9ª     | 24 maggio | Napoli > Vasto                                         | 206   | Gastone Nencini    | Charly Gaul         |
| 10ª    | 25 maggio | Vasto > Teramo                                         | 148   | Rino Benedetti     | Charly Gaul         |
| 11ª    | 26 maggio | Ascoli Piceno > Rimini                                 | 245   | Rik Van Looy       | Charly Gaul         |
| 12ª    | 27 maggio | Rimini > San Marino                                    | 141   | Nino Defilippis    | Charly Gaul         |
|        | 28 maggio | giorno di riposo                                       |       |                    |                     |
| 13ª    | 29 maggio | Rimini > Verona                                        | 233   | Miguel Poblet      | Charly Gaul         |
| 14ª    | 30 maggio | Verona > Rovereto                                      | 143   | Rik Van Looy       | Charly Gaul         |
| 15ª    | 31 maggio | Trento > Bolzano                                       | 198   | Miguel Poblet      | Jacques Anquetil    |
| 16ª    | 1º giugno | Bolzano > San Pellegrino Terme                         | 245   | Alessandro Fantini | Jacques Anquetil    |
| 17ª    | 2 giugno  | San Pellegrino Terme > Genova                          | 241   | Arrigo Padovan     | Jacques Anquetil    |
| 18ª    | 3 giugno  | Genova > Torino                                        | 180   | Vito Favero        | Jacques Anquetil    |
| 19ª    | 4 giugno  | Torino > Susa (cron. individuale)                      | 51    | Jacques Anquetil   | Jacques Anquetil    |
| 20ª    | 5 giugno  | Torino > Saint-Vincent                                 | 100   | Alfredo Sabbadin   | Jacques Anquetil    |
| 21ª    | 6 giugno  | Aosta > Courmayeur                                     | 296   | Charly Gaul        | Charly Gaul         |
| 22ª    | 7 giugno  | Courmayeur > Milano                                    | 220   | Rolf Graf          | Charly Gaul         |
| Totale | Totale    | Totale                                                 | 3 657 |                    |                     |

## Squadre e corridori partecipanti
| N.    | Cod. | Squadra         |
| ----- | ---- | --------------- |
| 1-10  | IGN  | Ignis-Fréjus    |
| 11-20 | ATA  | Atala-Pirelli   |
| 21-30 | BIA  | Bianchi-Pirelli |
| 31-40 | CAR  | Carpano         |
| 41-50 | EMI  | Emi-Guerra      |
| 51-60 | FAE  | Faema-Guerra    |
| 61-70 | GHI  | Ghigi-Ganna     |

| N.      | Cod. | Squadra              |
| ------- | ---- | -------------------- |
| 71-80   | HEL  | Helyett-Fynsec       |
| 81-90   | LEG  | Legnano-Pirelli      |
| 91-100  | MOL  | Molteni              |
| 101-110 | SNP  | San Pellegrino Sport |
| 111-120 | TOR  | Torpado-Clément      |
| 121-130 | TRI  | Tricofilina-Coppi    |

## Classifiche finali

### Classifica generale - Maglia rosa
| Pos. | Corridore           | Squadra      | Tempo      |
| ---- | ------------------- | ------------ | ---------- |
| 1    | Charly Gaul         | Emi          | 101h50'26" |
| 2    | Jacques Anquetil    | Helyett      | a 6'12"    |
| 3    | Diego Ronchini      | Bianchi      | a 6'16"    |
| 4    | Rik Van Looy        | Faema        | a 7'17"    |
| 5    | Imerio Massignan    | Legnano      | a 7'31"    |
| 6    | Miguel Poblet       | Ignis        | a 10'21"   |
| 7    | Graziano Battistini | Legnano      | a 10'47"   |
| 8    | Guido Carlesi       | Molteni      | a 13'35"   |
| 9    | Ernesto Bono        | San Pellegr. | a 13'36"   |
| 10   | Gastone Nencini     | Carpano      | a 13'49"   |

### Classifica finali
| Pos. | Corridore           | Squadra | Punti |
| ---- | ------------------- | ------- | ----- |
| 1    | Charly Gaul         | Emi     | 560   |
| 2    | Imerio Massignan    | Legnano | 320   |
| 3    | Hans Junkermann     | Faema   | 300   |
| 4    | Vito Favero         | Atala   | 250   |
| 5    | Graziano Battistini | Legnano | 110   |

### Classifica traguardi volanti
| Pos. | Corridore       | Squadra | Punti |
| ---- | --------------- | ------- | ----- |
| 1    | Angelo Conterno | Carpano | ?     |

### Classifica squadre
| Pos. | Squadra        | Punti |
| ---- | -------------- | ----- |
| 1    | Atala-Pirelli  |       |
| 2    | Emi-Guerra     |       |
| 3    | Faema-Guerra   |       |
| 4    | Carpano        |       |
| 5    | Helyett-Fynsec |       |